# محمد بلوری (روزنامه‌نگار)
محمد بلوری (زاده ۱۳۱۵)، روزنامه‌نگار، بنیانگذار پاورقی نویسی یا داستان نویسی مطبوعاتی و مشهور به پدر حادثه نویسی در مطبوعات ایران است.

## پیشینه
وی فعالیت خود را از سال ۱۳۳۶ در روزنامه کیهان آغاز کرد و مدتی در اوایل انقلاب سردبیر روزنامه کیهان و رئیس سندیکای مطبوعات در آخرین دوره آن بود.
دبیر سرویس حوادث روزنامۀ ایران (۷۳ تا ۸۱)، دبیری روزنامۀ اعتماد و سردبیری ویژه‌نامه‌های حوادث روزنامه جام‌جم از جمله فعالیت‌های او بوده‌است.
بلوری، زمانی که دبیر وقت بخش حوادث روزنامه ایران بود با نوشتن مقاله‌ای تحلیلی در این روزنامه برای برای نخستین بار، قتل‌های زنجیره ای را منتسب به عناصری در وزارت اطلاعات کشور اعلام کرد. او پس از نوشتن این مقاله چند بار به وسیله وزارت اطلاعات احضار شد تا این که خود وزارت اطلاعات اعلام داشت که قتل‌ها کار برخی از عناصر «خودسر» درون دستگاه موسوم به «تیم سعید امامی» بوده‌است.
در آذر سال ۱۳۹۸ از کتاب «خاطرات شش دهه روزنامه‌نگاری» وی به همت مجله بخارا و نشر نی (ناشر این کتاب) رونمایی شد.
ماشاالله شمس‌الواعظین روزنامه نگار معروف درباره محمد بلوری می‌گوید:«در روزنامه نگاری با توصیف فضاهای مشاع یک سوژه و نه داوری و قضاوت، بدون هیچ گونه تعارف، استاد اول من محمد بلوری بود و سپس مسعود بهنود.»

## مستند روزگار بلور
مستند «روزگار بلور» دربارهٔ شرافت، شجاعت و هوشمندی در روزنامه‌نگاری معاصر با محوریت محمد بلوری به کارگردانی امیر فرض اللهی ساخته و در فروردین ۱۳۹۹ آماده نمایش شد.